# Andrea da Bologna
Pour les articles homonymes, voir Bologna (homonymie).
Andrea da Bologna ou Andrea de' Bartoli est un peintre italien enlumineur et fresquiste du Trecento qui fut actif et documenté entre 1355 et 1369.

## Œuvres
- Ornementation  de la Canzone delle Virtù e delle Scienze du frère Bartolomeo, Musée Condé, Chantilly.
- Fresques,  église de l'abbaye de Pomposa.
- Vierge à l'Enfant et saints, polyptyque (1369), pinacothèque de  Fermo, signé Anno Domini MCCCLXVIIII de Bononia natus Andreas fuit hic operatus[2].
- Madone de l'humilité (1372), musée de Corridònia (Macerata), signé De Bononia natus Andrea anno Domini MCCCLXXII[2].
- Fresques des scènes de la Vie de sainte Catherine, chapelle du cardinal Albornoz, église inférieure de la basilique Saint-François d'Assise[3].
- Madonna del latte, Musée diocésain Albani, Urbino.